# Pielaveden Sampo 2016-2017
Questa voce raccoglie le informazioni riguardanti il Pielaveden Sampo nelle competizioni ufficiali della stagione 2016-2017.

## Organigramma societario
Area direttiva
- Presidente: Timo Perälä

Area tecnica
- Allenatore: Jukka Tuovinen

## Rosa
| N° | Nome              | Ruolo | Data di nascita  | Nazionalità sportiva |
| -- | ----------------- | ----- | ---------------- | -------------------- |
| 3  | Martti Keel       | P     | 30 gennaio 1992  | Estonia              |
| 4  | Ilari Sivonen     | S     | 16 febbraio 1987 | Finlandia            |
| 5  | Petteri Penttinen | P     | 21 agosto 1985   | Finlandia            |
| 6  | Panu Pitkänen     | C     | 10 ottobre 1994  | Finlandia            |
| 7  | Eetu Häyrinen     | S/O   | 26 aprile 1992   | Finlandia            |
| 8  | Mikko Väliaho     | C     | 21 aprile 1990   | Finlandia            |
| 10 | Ville Heiskanen   | S     | 7 maggio 1985    | Finlandia            |
| 11 | Andrus Raadik     | S     | 19 ottobre 1986  | Estonia              |
| 14 | Aleksi Mutka      | L     | 23 marzo 1995    | Finlandia            |
| 15 | Aleksi Kaatrasalo | C     | 24 maggio 1990   | Finlandia            |
| 18 | Kasper Pennanen   | S     | 30 ottobre 1996  | Finlandia            |